# Helan och Halvan som barnjungfrur
Helan och Halvan som barnjungfrur (engelska: Their First Mistake) är en amerikansk komedifilm med Helan och Halvan från 1932 regisserad av George Marshall.

## Handling
Helans fru är irriterad över att han tillbringar mer tid med Halvan än med henne. Efter ett raseriutbrott säger hon att hon kommer att lämna honom om han går ut med Halvan igen.
Halvan föreslår att Helan borde adoptera ett barn så att hans fru blir upptagen med att passa barnet och inte behöver bry sig om Helan. Helan gör som Halvan föreslår.
Men när de kommer tillbaka har Helans fru lämnat honom. Det innebär att de får ta hand om barnet på egen hand.

## Om filmen
När filmen hade Sverigepremiär gick den under titeln Helan och Halvan som barnjungfrur. Alternativa titlar till filmen är Helan och Halvan i Fosterpappor, Fosterpappor och Barnvakten.
Filmen finns utgiven på DVD och Blu-ray.

## Rollista
- Stan Laurel – Stan (Halvan)
- Oliver Hardy – Ollie (Helan)
- Mae Busch – mrs. Arabella Hardy
- Billy Gilbert – stämningsman
- George Marshall – granne[1]